# No More I Love You's
No More "I Love You's" é uma canção lançada em 1986 pela dupla britânica The Lover Speaks. Foi regravada pela cantora britânica Annie Lennox e lançada no álbum Medusa. 
A canção obteve êxito, premiando a cantora também com o Grammy de Melhor Performance Vocal Feminino em 1996. O videoclipe da canção traz a cantora vestida e penteada de forma extravagante numa taberna, acompanhada por homens travestidos de bailarinas e que fazem os backing vocals.